# Коптієва
Коптієва (інша назва Струмок Рибаково) — річка в Україні, у Погребищенському районі Вінницької області. Ліва притока Росі (басейн Дніпра).

## Опис
Довжина річки 9,8 км, площа басейну — 23,6 км². У річку впадає кілька безіменних струмків, споруджено ставки.

## Розташування
Бере початок у Черемошному. Тече переважно на південний схід і між Педосами й Погребищами впадає у річку Рось, праву притоку Дніпра за 327 км від її гирла.
Річку перетинає автомобільна дорога Т 0236.